# Heinrich Schröder (Politiker, 1909)
Heinrich Schröder (* 23. August 1909 in Sellstedt; † 28. Februar 1989 in Bremerhaven) war ein deutscher Landwirt und Politiker (DP, CDU).

## Leben und Beruf
Schröder wurde als Sohn eines Landwirts geboren. Nach dem Besuch der Volksschule und einer angeschlossenen Fachschulausbildung, die er mit der Mittleren Reife abschloss, absolvierte er eine landwirtschaftliche Ausbildung. 1933 pachtete er den väterlichen Hof. Von 1940 bis 1945 nahm er als Soldat am Zweiten Weltkrieg teil. Er war seit 1953 Kreislandwirt im Kreis Wesermünde, wurde 1956 Vorsitzender des Kreislandvolkverbandes Wesermünde und übernahm 1957 die Leitung des väterlichen Hofes.

## Politik
Schröder versuchte bereits zum 1. Mai 1931 in die NSDAP einzutreten. Am 30. Mai 1932 meldete die Gauleitung jedoch nach München, dass die Aufnahme nicht vollzogen worden sei. Die reguläre Aufnahme Schröders in die NSDAP fand dann zum 17. Januar 1933 statt.
Schröder hatte sich nach 1945 der DP angeschlossen, verließ die Partei aber 1957 und wechselte ein Jahr später zur CDU über. Schröder amtierte von 1952 bis 1958 als Bürgermeister der Heimatgemeinde Sellstedt. Er wurde 1956 in den Kreistag des Kreises Wesermünde gewählt. Von 1959 bis 1965 war er Mitglied des Niedersächsischen Landtages. Von 1965 bis zur Niederlegung seines Mandates am 12. September 1972 war er Mitglied des Deutschen Bundestages. Er war direkt gewählter Abgeordneter des Wahlkreises Cuxhaven.